# 白川町 (嘉義市)
白川町是台南州嘉義市於台灣日治時代1930年至1945年之行政區，位在嘉義市區西南側，其町名起源於流經該地的圳溝。
該町原為日本內地人的居住區，戰後改為空軍眷村「建國156村」，也是明星張艾嘉的出生地，而「白川町」也由行政上的地名轉為俗稱地名。白川町所在的空軍眷村在晚上時有舉辦舞會，而舞會在當時1950年代嘉義極為罕見，因此嘉義人又稱此地為「跳舞町」。

## 町內設施
- 白川公學校（現大同國小）
- 若葉小學校（現垂楊國小）
- 臺灣合同鳳梨株式會社第16工場[1]